# Mount Rex
Mount Rex ist ein 1105 m hoher und isolierter Berg im westantarktischen Ellsworthland. Er ragt 88 km südsüdöstlich der FitzGerald Bluffs auf.
Der US-amerikanische Polarforscher Lincoln Ellsworth entdeckte und fotografierte ihn bei einem Überflug am 23. November 1935. Wissenschaftler der US-amerikanischen Ronne Antarctic Research Expedition (1947–1948) sichteten ihn erneut. Expeditionsleiter Finn Ronne benannte ihn nach Leutnant Daniel F. Rex von der United States Navy, der an den Vorbereitungen des wissenschaftlichen Programms der Expedition und ihrer Ausstattung beteiligt war.